# Доніор Ісламов
Доніор Ісламов (рум. Donior Islamov; нар. 3 грудня 1989) — молдовський борець греко-римського стилю, дворазовий бронзовий призер чемпіонатів Європи, чемпіон та бронзовий призер чемпіонатів світу серед студентів. Майстер спорту міжнародного класу з вільної боротьби

## Життєпис
Боротьбою почав займатися з 2002 року.
Виступав за спортивний клуб «Олімпія» Кишинів. Тренери — Юрій Богдан (Флорешти) і Михайло Кукул (з 2006 року). 10-разовий чемпіон Молдови (2009—2018). У 2016 році став чемпіоном Бундесліги Німеччини, виступивши в складі клубу ASV Nedingen.

## Спортивні результати на міжнародних змаганнях

### Виступи на Чемпіонатах світу
| Змагання                        | Збірна  | Вагова категорія                 | Місце |
| ------------------------------- | ------- | -------------------------------- | ----- |
| Чемпіонат світу з боротьби 2010 | Молдова | греко-римська боротьба, до 55 кг | 23    |
| Чемпіонат світу з боротьби 2011 | Молдова | греко-римська боротьба, до 55 кг | 12    |
| Чемпіонат світу з боротьби 2013 | Молдова | греко-римська боротьба, до 60 кг | 31    |
| Чемпіонат світу з боротьби 2014 | Молдова | греко-римська боротьба, до 66 кг | 18    |
| Чемпіонат світу з боротьби 2017 | Молдова | греко-римська боротьба, до 66 кг | 25    |
| Чемпіонат світу з боротьби 2018 | Молдова | греко-римська боротьба, до 63 кг | 9     |
| Чемпіонат світу з боротьби 2019 | Молдова | греко-римська боротьба, до 67 кг | 18    |

### Виступи на Чемпіонатах Європи
| Змагання                         | Збірна  | Вагова категорія                 | Місце  |
| -------------------------------- | ------- | -------------------------------- | ------ |
| Чемпіонат Європи з боротьби 2009 | Молдова | греко-римська боротьба, до 55 кг | 22     |
| Чемпіонат Європи з боротьби 2010 | Молдова | греко-римська боротьба, до 55 кг | 8      |
| Чемпіонат Європи з боротьби 2011 | Молдова | греко-римська боротьба, до 60 кг | 20     |
| Чемпіонат Європи з боротьби 2012 | Молдова | греко-римська боротьба, до 60 кг | 26     |
| Чемпіонат Європи з боротьби 2013 | Молдова | греко-римська боротьба, до 60 кг | 22     |
| Чемпіонат Європи з боротьби 2016 | Молдова | греко-римська боротьба, до 59 кг | Бронза |
| Чемпіонат Європи з боротьби 2017 | Молдова | греко-римська боротьба, до 59 кг | 16     |
| Чемпіонат Європи з боротьби 2018 | Молдова | греко-римська боротьба, до 63 кг | Бронза |
| Чемпіонат Європи з боротьби 2019 | Молдова | греко-римська боротьба, до 63 кг | 11     |
| Чемпіонат Європи з боротьби 2020 | Молдова | греко-римська боротьба, до 67 кг | 11     |

### Виступи на Європейських іграх
| Змагання              | Збірна  | Вагова категорія                 | Місце |
| --------------------- | ------- | -------------------------------- | ----- |
| Європейські ігри 2015 | Молдова | греко-римська боротьба, до 66 кг | 26    |

### Виступи на Чемпіонатах світу серед студентів
| Змагання                                        | Збірна  | Вагова категорія                 | Місце  |
| ----------------------------------------------- | ------- | -------------------------------- | ------ |
| Чемпіонат світу з боротьби серед студентів 2010 | Молдова | греко-римська боротьба, до 60 кг | 5      |
| Чемпіонат світу з боротьби серед студентів 2012 | Молдова | греко-римська боротьба, до 60 кг | Золото |
| Чемпіонат світу з боротьби серед студентів 2014 | Молдова | греко-римська боротьба, до 66 кг | Бронза |

### Виступи на інших змаганнях
| Змагання                                                       | Збірна  | Вагова категорія                 | Місце  |
| -------------------------------------------------------------- | ------- | -------------------------------- | ------ |
| Турнір Дана Колова — Ніколи Петрова 2010                       | Молдова | греко-римська боротьба, до 55 кг | Бронза |
| Турнір Івана Піддубного 2011                                   | Молдова | греко-римська боротьба, до 60 кг | 13     |
| Турнір Дана Колова — Ніколи Петрова 2011                       | Молдова | греко-римська боротьба, до 60 кг | 8      |
| Меморіал Іона Корнеану 2011                                    | Молдова | греко-римська боротьба, до 55 кг | Бронза |
| Меморіал Олега Караваєва 2011                                  | Молдова | греко-римська боротьба, до 60 кг | 10     |
| Турнір Дана Колова — Ніколи Петрова 2012                       | Молдова | греко-римська боротьба, до 60 кг | 12     |
| Олімпійський кваліфікаційний турнір з боротьби 2012 (Софія)    | Молдова | греко-римська боротьба, до 60 кг | 11     |
| Турнір Дана Колова — Ніколи Петрова 2013                       | Молдова | греко-римська боротьба, до 60 кг | 9      |
| Кубок Азовмаша 2013                                            | Молдова | греко-римська боротьба, до 60 кг | 5      |
| Золотий Гран-прі з боротьби 2014 (Сомбатгей)                   | Молдова | греко-римська боротьба, до 59 кг | 8      |
| Золотий Гран-прі з боротьби 2014 (Баку)                        | Молдова | греко-римська боротьба, до 59 кг | 15     |
| Гран-прі FILA 2015                                             | Молдова | греко-римська боротьба, до 66 кг | 32     |
| Турнір «Олімпія» 2015                                          | Молдова | греко-римська боротьба, до 66 кг | Срібло |
| Київський Міжнародний турнір з боротьби 2016                   | Молдова | греко-римська боротьба, до 59 кг | Золото |
| Олімпійський кваліфікаційний турнір з боротьби 2016 (Зренянин) | Молдова | греко-римська боротьба, до 59 кг | 10     |
| Олімпійський кваліфікаційний турнір з боротьби 2016 (Стамбул)  | Молдова | греко-римська боротьба, до 59 кг | Бронза |
| Золотий Гран-прі з боротьби 2016                               | Молдова | греко-римська боротьба, до 59 кг | 9      |
| Київський Міжнародний турнір з боротьби 2017                   | Молдова | греко-римська боротьба, до 66 кг | 15     |
| Міжнародний турнір Любомира Івановича-Гедзи 2017               | Молдова | греко-римська боротьба, до 66 кг | Бронза |
| Меморіал Іона Корнеану і Ладислава Сімона 2017                 | Молдова | греко-римська боротьба, до 66 кг | Бронза |
| Турнір Івана Піддубного 2018                                   | Молдова | греко-римська боротьба, до 67 кг | 20     |
| Турнір Дана Колова — Ніколи Петрова 2018                       | Молдова | греко-римська боротьба, до 63 кг | Бронза |
| Меморіал Іона Корнеану і Ладислава Сімона 2018                 | Молдова | греко-римська боротьба, до 63 кг | 5      |
| Турнір Вехбі Емре і Гаміта Каплана 2019                        | Молдова | греко-римська боротьба, до 67 кг | 9      |
| Турнір Дана Колова — Ніколи Петрова 2019                       | Молдова | греко-римська боротьба, до 63 кг | 5      |
| Меморіал Іона Корнеану і Ладислава Сімона 2019                 | Молдова | греко-римська боротьба, до 67 кг | Бронза |

### Виступи на змаганнях молодших вікових груп
| Змагання                                       | Збірна  | Вагова категорія                 | Місце |
| ---------------------------------------------- | ------- | -------------------------------- | ----- |
| Чемпіонат світу з боротьби серед юніорів 2007  | Молдова | греко-римська боротьба, до 50 кг | 7     |
| Чемпіонат Європи з боротьби серед юніорів 2008 | Молдова | греко-римська боротьба, до 55 кг | 14    |
| Чемпіонат світу з боротьби серед юніорів 2008  | Молдова | греко-римська боротьба, до 55 кг | 27    |
| Чемпіонат Європи з боротьби серед юніорів 2009 | Молдова | греко-римська боротьба, до 55 кг | 5     |
| Чемпіонат світу з боротьби серед юніорів 2009  | Молдова | греко-римська боротьба, до 55 кг | 9     |